# Efthýmios Rentziás
Efthýmios Rentziás (en grec Ευθύμιος Ρεντζιάς), souvent appelé Efthýmis Rentziás (Ευθύμης Ρεντζιάς), né le 11 janvier 1976 à Trikala, est un joueur grec de basket-ball.

## Biographie
Commençant sa carrière professionnelle avec le PAOK Salonique qu'il aide à obtenir une Coupe Korać et une Coupe de Grèce, il rejoint l'Espagne à Barcelone en 1997 pour compléter son palmarès par une nouvelle Korać, deux titres de champion d'Espagne et une Coupe du Roi.
En 2002, il rejoint enfin la NBA. Il rejoint le club des Philadelphia 76ers mais il n'y dispute que trente-cinq rencontres.

## Clubs successifs
- PAOK Salonique
- FC Barcelone
- Philadelphia 76ers
- Ülker Istanbul
- Mens Sana Basket
- CB Valladolid

## Palmarès

### Équipe nationale
- Champion du monde junior 1995
- Participation aux Jeux olympiques de 1996
- Participation au Championnat d'Europe 1995, 1997, et 2001.

### Club
- Champion d’Espagne : 1999, 2001
- Coupe Korać : 1994, 1999
- Coupe du Roi : 2001
- Coupe de Grèce : 1995

### Distinctions personnelles
- Sélectionné en 23e position par les Denver Nuggets lors de la draft 1996
- MVP du championnat du monde junior 1995